# Prolessi
Il termine prolessi (dal latino tardo prolēpsis, gr. πρόληψις prólēpsis «anticipazione», derivato di προλαμβάνω (prolambánō) «anticipare, prendere prima») è utilizzato per indicare sia una figura retorica sia un elemento narrativo:
- La prolessi è una figura retorica di tipo sintattico che consiste nell'anticipazione di una parte della proposizione o del periodo che nella costruzione normale andrebbe dopo, per mettere in evidenza un concetto o una parola.
- In ambito narrativo (in lingua inglese si usa la definizione flash-future o flashforward), la prolessi è un'anticipazione di fatti che avverranno in futuro. Può essere introdotta da espressioni come "molti anni dopo", "in seguito", che fanno riferimento a momenti successivi, ed è spesso segnalata dall'uso di tempi verbali che indicano posteriorità (per esempio, condizionale passato, futuro semplice e futuro anteriore).

## Prolessi sintattica
Esempio:
La morte è quello che di cotanta speme oggi m'avanza

(Leopardi, Canti, «Le ricordanze», 91-92)
Quando riguarda un periodo (come ipotassi e paratassi) e non una singola parola, è una figura retorica impropria. Si verifica questo caso quando una subordinata viene collocata prima della sovraordinata nella costruzione del periodo per porre in evidenza la subordinata stessa o la frase principale.
Esempi:
«Quello che volevo dire è questo, che..»
La subordinata "quello che volevo dire" anticipa la principale "è questo". In tale caso è per evidenziare ciò che verrà detto dopo, in modo ridondante.
Anche "questo" è in funzione prolettica: si poteva tranquillamente dire "volevo dire che..." invece che "volevo dire questo, che..."
«Poiché ne avevo voglia, cominciai a leggere.»
La subordinata causale anticipa la principale "cominciai a leggere", in questo caso per porre in risalto non ciò che segue (come nell'esempio di prima con la relativa) ma la causa dell'azione, ossia la subordinata causale stessa.

## Prolessi narrativa
È l'opposto dell'analessi o flashback. Un esempio di una narrazione basata sulla prolessi è La morte di Ivan Il'ič di Lev Tolstoj: il primo capitolo di quest'ultimo racconto si apre annunciando la morte del protagonista, l'epilogo cioè della storia. La prolessi è una modifica della fabula, cioè dell'ordine logico e cronologico del racconto. Un altro famosissimo esempio di prolessi narrativa è l'incipit di Cent'anni di solitudine di Gabriel García Márquez.

## Prolessi di una datazione
Quando un calendario viene applicato anche per date antecedenti la sua introduzione ufficiale viene definito "prolettico", in quanto appunto estende a un passato il proprio sistema di misurazione del tempo. Così, ad esempio, il calendario gregoriano si definisce "prolettico" quando con esso si misura anche il tempo antecedente il 15 ottobre 1582.